# Rinaldo Steller
Rinaldo Steller (* 1991 in Leipzig) ist ein deutscher Schauspieler.

## Leben
Rinaldo Steller sammelte seine ersten Bühnenerfahrungen von 2009 bis 2013 im damaligen Jugendtheaterclub des Centraltheaters Leipzig. Sein Schauspielstudium absolvierte er von 2014 bis 2018 an der Hochschule für Musik und Theater (HMT) in Rostock. 2016 wurde er beim „Theaterfestival Freisprung“ für seine Mitwirkung in der Produktion AMK – Bis hier lief's noch ganz gut nach Texten von Feridun Zaimoglu gemeinsam mit Johanna Reinders, Doğa Gürer und Torben Mahns mit dem 3. Preis ausgezeichnet.
Bereits während seiner Ausbildung war er in der Spielzeit 2017/18 als Gastschauspieler am Volkstheater Rostock engagiert, wo er unter der Regie von Johanna Schall in dem Theaterstück Das Sparschwein von Eugène Labiche die Rollen des junger Notars Felix Renaudier und des Kupplers Cocarel verkörperte.
Ab der Spielzeit 2018/19 war er bis 2020 zwei Jahre festes Ensemblemitglied am Landestheater Tübingen. 2018 gehörte er dort unter der Regie von Christoph Roos als Afghane Fawad, dessen Liebe zu der jungen Azadeh für die Taliban Sünde ist, und des geflüchteten Kurden Karwan zum Ensemble des Theaterstücks Die letzte Karawanserei von Ariane Mnouchkine. In der Spielzeit 2018/19 spielte er den Dickie Greenleaf in einer Bühnenfassung des Romans Der talentierte Mr. Ripley. Im April 2019 übernahm er die Rolle des Lucio in einer Neuinszenierung der Shakespeare-Komödie Maß für Maß. In der Sommertheaterproduktion 2019 verkörperte er den Romeo in Romeo und Julia bei den Freilichtaufführungen auf der Tübinger Neckarinsel. In der Spielzeit 2019/20 trat er als Brindsley Miller in Peter Shaffers Komödie im Dunkeln auf. Für die für April 2020 geplante Lulu-Produktion am Landestheater Tübingen, die wegen der Corona-Pandemie in Deutschland abgesagt werden musste, war Steller für die beiden Hauptrollen Eduard Schwarz und Rodrigo Quast besetzt.
Rinaldo Steller war seit 2016 war auch in einigen Kurzfilmen sowie in Film- und Fernsehproduktionen zu sehen. In der 24. Staffel der ZDF-Serie SOKO Leipzig (2024) übernahm er eine Episodenhauptrolle als Krankenpfleger Amir Gülay.
Steller lebt seit 2020 wieder in seiner Geburts- und Heimatstadt Leipzig.

## Filmografie (Auswahl)
- 2016: Meer (Kurzfilm)
- 2017: Alte Zeiten (Kurzfilm)
- 2018: Deniz (Kurzfilm)
- 2023: Salon Spitz (Kurzfilm)
- 2024: SOKO Leipzig: Wenn du schläfst (Fernsehserie, eine Folge)
- 2025: Einspruch, Schatz! – Überraschungsgäste (Fernsehreihe)